# Luxembourg Institute of Science and Technology
Le Luxembourg Institute of Science and Technology (abrégé en LIST) est un institut de recherche public créé le 1er janvier 2015 par la fusion du Centre de recherche public Henri-Tudor et du Centre de recherche public Gabriel-Lippmann (lb).
Cet organisme de recherche et de technologie est actif dans les domaines des matériaux, de l'environnement, des technologies de l'information et de l'espace. Il est placé sous la tutelle du ministère de l'Enseignement supérieur et de la Recherche.

## Organisation
À sa création, le LIST comptait trois départements : Environnement, IT et Matériaux. Depuis 2020, un nouveau département a été inauguré : le Centre d'Innovation Européen sur les Ressources Spatiales (en).

## Direction
- 01.04.2015[3]-11.10.2016[4] : Gabriel Crean
- 09.12.2016[5]-31.01.2019 : Fernand Reinig par interim
- 01.02.2019[6]- 2023: Thomas Kallstenius[7]